# Semgallen

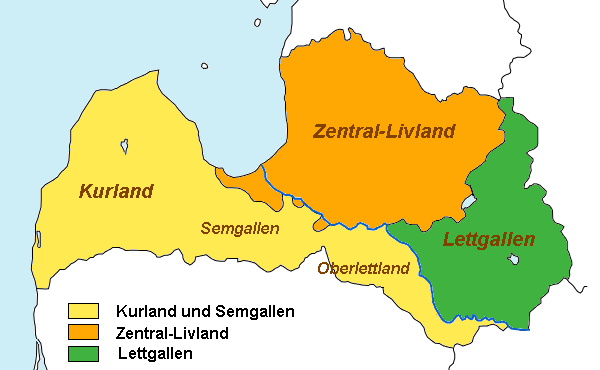
Karte Lettlands, Kurland und Semgallen in gelb

Wappen der Region Zemgale

Semgallen (lettisch Zemgale) ist eine der vier historischen Landschaften in Lettland. Es liegt links der Daugava (deutsch Düna) und grenzt an Livland (Vidzeme), Lettgallen und Kurland, zu dem die Grenzen aber weniger klar definiert sind.
Das Land ist größtenteils flach. Neben der Düna ist der wichtigste Fluss die Lielupe (deutsch Kurländische Aa).

## Name
Der Name geht auf das Volk der Semgallen zurück. Der östliche Teil Semgallens heißt Sēlija, nach den Selonen (auch: Selen) die einst dort siedelten. Sēlija wird auch als „Oberlettland“ (lettisch Augšzeme, wörtlich: „Oberland“) bezeichnet. Eine ältere Bezeichnung ist „Oberkurland“ (Augškurzeme). In älteren Texten ist auch von „Semgallien“ oder „Semigallien“ die Rede.

## Geschichte
In der frühen Neuzeit war Semgallen ein Teil des Herzogtums Kurland und Semgallen, das 1795 in das russische Gouvernement Kurland umgewandelt wurde und so schließlich zu Lettland kam. Aus diesem Grund erhielt Semgallen keinen eigenen Stern im Wappen Lettlands, sondern wird gemeinsam mit Kurland repräsentiert.

## Städte
- Jelgava (Mitau), historische Hauptstadt Kurlands
- Bauska (Bauske)
- Dobele (Doblen)
- Jaunjelgava (Friedrichstadt)
- Jēkabpils (Jakobstadt)

## Sehenswürdigkeiten
- Die größten touristische Attraktionen sind Schloss Rundāle und Schloss Bauska.